# Interligne (organisme)
Interligne (anciennement Gai Écoute) est un centre spécialisé en matière d’aide et de renseignements à l’intention des personnes concernées par l'orientation sexuelle et la pluralité des genres. 

## Mission et services
Interligne est un organisme de première ligne qui, par ses services d'écoute, d'intervention et de sensibilisation, contribue au mieux-être des personnes concernées par la diversité sexuelle et la pluralité des genres 
Les objectifs
- Offrir de l'aide et des renseignements 24 h sur 24 grâce à la ligne d'écoute, le service par texto et par clavardage.
- Favoriser le bien-être des personnes LGBTQ+ et leur entourage.
- Favoriser l’inclusion des personnes LGBTQ+ dans la société.
- Combattre les préjugés envers les personnes LGBTQ+.
- Susciter un esprit d’ouverture à la diversité et aux valeurs d’inclusion de la société.
- Mettre sur pied des services en lien avec la mission d'Interligne.

## Historique

Logo de Gai Écoute.

C'est en 1980 que des bénévoles du Centre des services sociaux Ville-Marie mettent sur pied un organisme sous le nom de Gai Écoute, l'un des plus anciens services pour la communauté gaie et lesbienne de l'Île de Montréal.
Entre 1986 et 1995, l'organisme prend de l'expansion et les services jusque-là offerts quelques soirs par semaine, s'étendent à tous les soirs grâce à l'équipe de bénévoles qui s'agrandit.
En 1996, le ministère de la Santé et des Services sociaux accepte de subventionner l'organisme et les services s'étendent ainsi à la grandeur de la province de Québec. Gai Écoute acquiert une ligne de téléphone nationale gratuite 1-888-505-1010 et dessert les québécois francophones et anglophones (via l'organisme Gay line). La ville de Montréal collabore au projet en fournissant des locaux gratuitement aux deux organismes. 
En 1997, une équipe de femmes est mise en place afin de répondre aux appels des femmes lesbiennes. Gai Écoute a son premier ambassadeur auprès des jeunes, Dany Arsenault. L'organisme devient l'hôte officiel des personnalités invitées à prendre part au défilé de la fierté gaie. La même année, Gai Écoute lance la campagne visant à faire connaître l'organisme et combattre les préjugés envers les hommes gais, avec des affiches « Ceci est une tapette » (ci-contre) et « Fifi, c'est le nom d'un chien ».
En 1998 et 1999, le dramaturge Michel Marc Bouchard et le comédien Yves Jacques acceptent de devenir les porte-parole de Gai Écoute. La même année, l'organisme lance la campagne « Par ici la sortie » et « Elle s'aiment au grand jour »,.
En 2000, Gai Écoute lance une campagne publicitaire télévisée mettant en vedette son nouveau porte-parole Daniel Pinard. Les services d'écoute et de renseignement téléphonique deviennent accessibles de 11h à 23h. Le 31 mai, l’organisme lance la Fondation Émergence, dont la mission est de faire la lutte aux préjugés. En octobre, parution de l'étude commandée par Gai Écoute au professeur Michel Dorais de l'Université Laval, portant sur le suicide chez les jeunes homosexuels. La même année, lancement de la campagne publicitaire « La vie en rose… pas toujours rose ! ». 
En 2003 et 2004, les services d'écoute deviennent accessibles de 8 heures le matin à 3 heures la nuit. Première édition de la Journée nationale de lutte contre l'homophobie. Gai Écoute franchit le cap des 20 000 services rendus en une seule année. Lancement de la campagne « Effets secondaires de rire de l'homosexualité ». Gai Écoute met sur pied un comité visibilité lesbienne qui organisera, le 8 mars, un événement en vue de favoriser la visibilité des lesbiennes dans la société québécoise.
Le 13 mars 2005, Gai Écoute fête ses 25 ans d'existence. Laurent McCutcheon, président de Gai Écoute, est nommé Personnalité de la semaine par le quotidien La Presse. Premier colloque sur la visibilité lesbienne. Lancement d'une nouvelle campagne thématique intitulée Homosexseul lors d’une conférence de presse où Dany Turcotte, Daniel Pinard et René Richard Cyr sont présents. Deuxième publicité télévisée présentée pour la première fois à l'émission Tout le monde en parle.
En décembre 2007, Gai Écoute lance sa première campagne radiophonique intitulée « Parce que ce n’est pas toujours aussi facile… » qui comprend deux messages radiophoniques. Le président de Gai Écoute, Laurent McCutcheon, reçoit le Prix Droits et libertés remis annuellement par la Commission des droits de la personne et des droits de la jeunesse du Québec.
En 2008, les porte-parole de l’organisme sont Éric Bernier (comédien), Monique Giroux (animatrice à la radio), Daniel Pinard (animateur à la télé), ainsi qu’Alex Perron (humoriste et animateur à la télé).
En 2009, à la veille de la Saint-Valentin, Gai Écoute lance une nouvelle campagne intitulée J’aime,. 
En octobre 2010, Gai Écoute lance un nouveau service d’aide, celui du clavardage en privé.
En mars 2011, le Prix de la justice du Québec 2010 est remis à Laurent McCutcheon, alors président de Gai Écoute, pour son engagement à promouvoir les valeurs de justice et pour son implication et son travail pour l’avancement des droits des personnes gaies et lesbiennes et des autres diversités sexuelles.
En juin 2012, Gai Écoute lance le Registre des actes homophobes,,, un service anonyme et confidentiel qui permet de recenser les actes homophobes et d’informer les gens de leurs recours.
En 2013, Laurent McCutcheon quitte ses fonctions à la présidence. Robert Asselin, bénévole chez Gai Écoute depuis plus de 20 ans, prend la relève. Pour pallier la fermeture de Gay Line en 2012, Gai Écoute introduit des services anglophones à la ligne d’écoute. L'organisme lance également le Guide de ressources LGBT.
En septembre 2016, Gai Écoute commence à offrir ses services 24 h sur 24,, grâce à une subvention de la ville de Montréal.
En juin 2017, Gai Écoute change de nom et devient Interligne. L'organisme lance également une campagne intitulée La voix intérieure.
Interligne lance ses programmes jeunesses à l'automne 2018 comprenant les Alliances, genres, identités et sexualités (AGIS), ainsi que le service de textos 24 heures par jour.

## Campagnes publicitaires
- Ceci est une tapette[1] (1997)
- Fifi, c’est le nom d’un chien[2] (1997)
- Par ici la sortie… This way out[3]… (1998)
- Elles s’aiment au grand jour[4] (1999)
- La vie en rose… pas toujours rose [5]! (2001)
- Effets secondaires - Rire de l’homosexualité[6] (2004)
- Homosexseul[7]… (2005)
- Elles débarquent via Air Lesbiennes[20] (2006)
- Homo 10 % - C’est pas laid [21]! (2006)
- Parce que ce n’est pas toujours aussi facile[8]… (2007)
- Les porte-parole de Gai Écoute et de la Fondation Émergence[9] (2008)
- J'aime (2009) [10],[11]
- La voix intérieure (2017)[19]